# Towarzystwo ubezpieczeń wzajemnych
Towarzystwo ubezpieczeń wzajemnych – zakład ubezpieczeń, który ubezpiecza swoich członków na zasadzie wzajemności.
Uzyskanie członkostwa wiąże się z zawarciem umowy ubezpieczenia, a jego utrata – z wygaśnięciem stosunku ubezpieczenia.
Zakłady ubezpieczeń w formie towarzystw ubezpieczeń wzajemnych mają w Polsce obowiązek i wyłączne prawo używania w nazwie wyrazów „towarzystwo ubezpieczeń wzajemnych”.

## Małe towarzystwo ubezpieczeń wzajemnych
Małe towarzystwo ubezpieczeń wzajemnych – towarzystwo ubezpieczeń wzajemnych posiadające ograniczony zakres działalności ze względu na małą liczbę członków oraz niewielką liczbę lub niskie sumy zawieranych umów ubezpieczenia lub niewielki terytorialny zasięg działalności. Decyzja administracyjna w tej kwestii jest obligatoryjnie wpisywana do Krajowego Rejestru Sądowego. Dokonanie przez organ nadzoru kwalifikacji towarzystwa jako małego towarzystwa ubezpieczeń wzajemnych z jednej strony ułatwia jego funkcjonowanie  – nie stosuje się niektórych przepisów bezwzględnie obowiązujących przy towarzystwach ubezpieczeń wzajemnych, z drugiej natomiast wprowadza pewne ograniczenia możliwości prowadzenia działalności –  małe towarzystwo ubezpieczeń wzajemnych nie może prowadzić działalności w zakresie reasekuracji czynnej.